# هيئة اللغة السندية
هيئة اللغة السندية (بالسندية: سنڌي ٻولي جو با اختيار ادارو)‏ هي هيئة مستقلة خاضعة للرقابة الإدارية لإدارة السياحة والثقافة والآثار، التابعة لحكومة مقاطعة السند في باكستان. أُنشئت بموجب قانون استخدام اللغة السندية لعام 1972، وقانون تدريس وتعزيز واستخدام اللغة السندية (المعدل) لعام 1990 لحكومة مجلس مقاطعة السند.
منذ إنشاء هيئة اللغة السندية تم تعيين العديد من العلماء والكُتَّاب كرؤساء لها، وساهموا في تطوير وتعزيز اللغة السندية. الرئيس الحالي هو السيد أكبر لاغري.